# Albuin von Merseburg

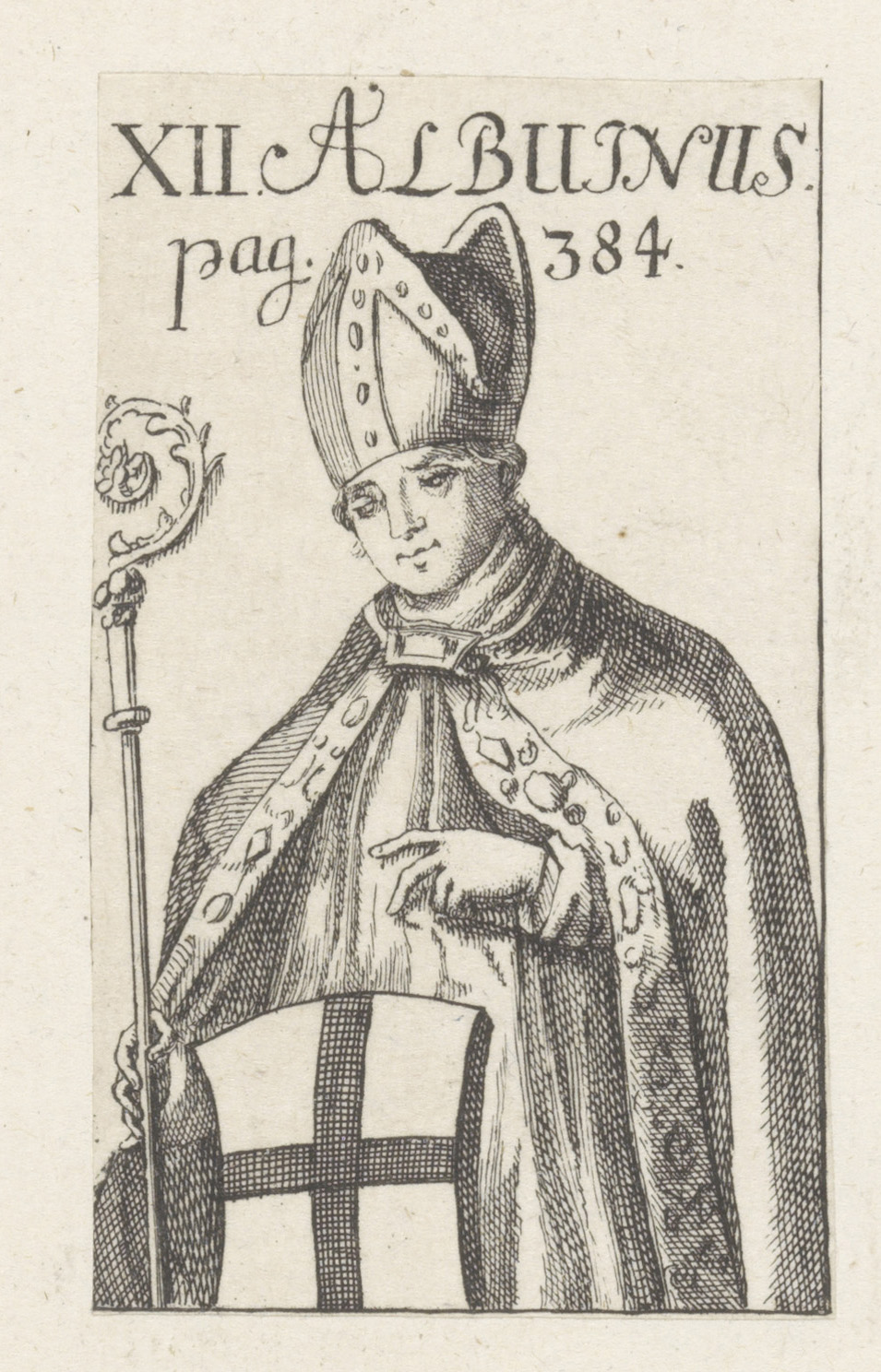
Albuin von Merseburg

Albuin von Merseburg (auch Albuwin; † 22. Oktober 1112) war  von 1096/97 bis 1112 der zwölfte Bischof von Merseburg.

## Leben
Albuin stammte aus Bayern. Nach drei- oder vierjähriger Sedisvakanz wurde er 1096 oder 1097 zum Bischof bestimmt. Am 26. Juli 1096 war er bei der Weihe des Klosters Pegau anwesend. Er soll  aber erst 1097 von König Heinrich IV. zum Bischof eingesetzt worden sein (?). 
1105 übertrug Albuin dem Kloster Pegau den Zehnten einiger Dörfer. 1107 oder 1108 wurde er als Mitverfasser eines angeblichen Aufrufs ostdeutscher Bischöfe zur Wiedererlangung slawischer Gebiete für die Kirche genannt. Am 30. Mai 1108 war er mit einigen der angeblichen Absender und Adressaten in Merseburg bei Heinrich V.
1112 erkrankte Albuin an Fieber und starb am 22. Oktober.